# Аслан Гойсум
Аслан Гойсум (чечен. ГӀойсуман Куьйри воӀ Аслан, род. 1991, Грозный, Чечено-Ингушская АССР) — современный чеченский художник, живет и работает в Грозном.

## Биография
Аслан Гойсум родился в Грозном в 1991 году. Окончил Институт проблем современного искусства курс «Новые художественные стратегии» в Москве в 2012 году, Высший институт изящных искусств в Генте в 2017 году и Королевскую академию искусств в Амстердаме в 2019 году.
Гойсум, выросший в Чечне, получил признание за свои визуально и концептуально убедительные описания колониальной истории страны и ее недавнего прошлого. Работая с видео  изображениями, объектами и инсталляциями, а также бумажными техниками, он зарекомендовал себя как проницательный, изощренный преобразователь исторических нарушений – и, в частности, пустоты тишины, которая слишком часто ее окружает – в кристаллические образы, которые объединяют телесное и аналитическое, раскаленное и медитативное. Он склонен копаться в памяти – коллективной и личной, политической и культурной – в поисках подсказок о колониальных реалиях, о том, как они были пережиты и как их можно было бы отменить. Идентичности вступают в игру в его работе как воплощенные последствия насилия, совершенного во время страданий свободы, но также и как возможные открытия, новые начинания. Собственная биография Гойсума позволяет ему говорить о Северном Кавказе, но он не позволяет ей привязывать себя к его прошлому, настоящему или будущему.
Первая персональная выставка художника под названием "Без названия (война)" состоялась в 2011 году в Центре современного искусства "Винзавод" в Москве. С тех пор он принимал участие в многочисленных международных выставках.
Его работы находятся в коллекциях Stedelijk Museum (Амстердам); Kadist Art Foundation (Париж, Сан-Франциско); MuHKA (Антверпен); Tate Modern (Лондон); Hamburger Kunsthalle (Гамбург); Louis Vuitton Foundation (Париж), а также во многих частных коллекциях по всему миру.
В 2019 году Аслан Гойсум был включен в рейтинг Forbes «30 до 30» как один из самых перспективных художников России. Также он был включен в «Рейтинг российского инвестиционного искусства 49ART» (Выдающиеся современные российские художники в возрасте до 50 лет); «Топ-10 самых заметных молодых художников» по версии Art Newspaper Russia.
Сотрудничает с галерей Emalin (Лондон, Великобритания) и Galerie Zink (Вальдкирхен, Германия).

## Персональные выставки
- 2019 — «If No One Asks». Contemporary Art Gallery, Ванкувер, Канада. Куратор: Kimberly Phillips.[13][14]
- 2018 — «All That You See Here, Forget». Галерея Emalin, Лондон. Куратор: Anna Smolak.[15][16]
- 2018 — «Dark Shelters», LE CAP Centre d’arts Plastiques, Сен-Фонс, Франция. Куратор: Nicolas Audureau.[17]
- 2018 — «Crystals and Shards», Kohta, Хельсинки, Финляндия. Куратор: Anders Kreuger.[18]
- 2016 — «People of No Consequence». M HKA, Антверпен. Куратор: Anders Kreuger.[19][20][21]
- 2015 — «Memory belongs to the stones». Kromus + Zink, Берлин.
- 2015 — «Нохчийн Вордана Хиъча, Нохчийи Илли Ала». Центр современного искусства, Грозный.
- 2013 — «Aslan Goisum». Galerie Zink, Берлин.
- 2011 — «Untitled (War)». Площадка «Старт», «Винзавод», Москва. Куратор: Елена Яичникова.

## Ключевые групповые выставки
- 2021 — «Tenderness of The Unknown». AllArtNow Gallery, Стокгольм, Швеция.
- 2020 — «The Invented History». KINDL. Берлин, Германия.[22]
- 2020 — «Mourning: On Loss and Change». Hamburger Kunsthalle. Гамбург, Германия.[23][24][25]
- 2020 — «Communicating Difficult Pasts». Латвийский национальный художественный музей, Рига, Латвия.[26]
- 2020 — «Home/Ward Bound/Less». Budapest Gallery, Будапешт, Венгрия.[27]
- 2019 — «Tell me about yesterday tomorrow». Munich Documentation Centre. Мюнхен, Германия.[28][29]
- 2019 — «Boundary + Gesture». Wysing Arts Centre. Кембридж, Великобритания.[30]
- 2019 — «After Leaving / Before Arriving». 12th Kaunas Biennale, Каунас, Литва.[31]
- 2019 — «Blood and Soil: Dark Arts for Dark Times». CAC. Вильнюс, Литва.[32]
- 2019 — «No You Won’t Be Naming No Buildings After Me». TENT. Роттердам, Нидерланды.[33]
- 2019 — «Potentiality». Festival of Political Photography 2019. The Finnish Museum of Photography. Хельсинки, Финляндия.[34]
- 2019 — «Opened Ground». Галерея Void. Лондондерри, Ирландия.[35]
- 2019 — «The I is Always in the Field of the Other». Evliyagil Museum. Анкара, Турция.
- 2018 — «Beautiful World, Where Are You?». Ливерпульская биеннале. Ливерпуль, Великобритания.[36][37]
- 2018 — «Everything Was Forever Until It Was No More». 1st Riga Biennale, Рига, Латвия.
- 2018 — «Here We Meet». The Galaxy Museum of Contemporary Art, Чунциин, Китай.
- 2018 — «Tomorrow Will Be Yesterday». ERTI Gallery, Тбилиси, Грузия.
- 2018 — «Power Nap». Museum of Modern Art. Ереван, Армения.
- 2018 — «Belonging to a Place». Посольство Канады, Вашингтон, США.
- 2018 — «One Place After Another». («Удел человеческий», IV сессия.) Еврейский музей. Москва, Российская Федерация.[38]
- 2018 — «Everything Was Forever Until It Was No More». 1st Riga Biennale. (1-я Рижская биеннале). Рига, Латвия.[39]
- 2018 — «Tomorrow Will Be Yesterday». ERTI Gallery. Тбилиси, Грузия.[40]
- 2018 — «Belonging to a Place». Art Gallery at the Embassy of Canada. Вашингтон, США.
- 2017 — «The Haunted House» («Удел человеческий», сессия III.) Фонд «Екатерина», Москва, Российская Федерация.
- 2017 — «Witness». Galerie Jérôme Poggi, Париж, Франция.
- 2017 — «Life From My Window». Laura Bulian Gallery, Милан, Италия.
- 2017 — «The Raft. Art Is (Not) Lonely». Mu.ZEE, Ostend, Belgium.
- 2017 — «I Am a Native Foreigner». Стеделейк, Амстердам.
- 2017 — «Hämatli & Patriæ». Музеон, Больцано.
- 2017 — Триеннале российского современного искусства. Музей «Гараж», Москва, Российская Федерация.
- 2017 — «Inconvenient Questions». Tartu Art Museum, Тарту, Эстония.
- 2017 — «Bilder Fragen». Centre for Contemporary Art Glass Palace, Аугсбург, Германия.
- 2017 — «Nationality». Victoria Gallery, Самара, Российская Федерация.
- 2017 — «Lives Between». Фонд Кадист, Сан-Франциско.
- 2017 — «How To Live Together». Kunsthalle Wien. Виена, Австрия.[41]
- 2016 — «Uncertain States». Академия искусств, Берлин, Германия.
- 2016 — «Across the Caucasus». Tbilisi History Museum, Тбилиси, Грузия.
- 2016 — «Fortress Europe». Eastern Baston, KH Space, Брест, Беларусия.
- 2016 — «Чувственные опыты». Новая Голландия, С.-Петербург, Российская Федерация.
- 2016 — «Transgression and Syncretism». Центр азиатской культуры, Кванджу, Южная Корея.
- 2016 — «Höhenrausch». Eigen + Art Lab, Берлин, Германия.
- 2016 — «Greetings from Ghent». Zink Gallery, Вальдкирхен, Германия.
- 2015 — «Lines Of Tangency». Музей изящных искусств, Гент, Бельгия.
- 2015 — «Skulptur 2015». Skulpturenmuseum Glaskasten Marl, Марль, Германия.
- 2015 — «Austeria». Галерея BWA Sokól, Новы-Сонч, Польша.
- 2015 — «Своя земля/Чужая территория». Манеж, Москва[42], Российская Федерация.
- 2015 — «The Identity Complex». Alania, National Centre for Contemporary Art, Владикавказ, Российская Федерация.
- 2015 — «Glasstress 2015 Gotika». Палаццо Кавалли-Франкетти, Венеция, Италия.
- 2015 — «The World in 2015». Центр современного искусства Улленсов, Пекин, Китай.
- 2015 — «Future Generation Art Prize 2014». 21 Shortlisted Artists, Pinchuk Art Centre, Киев, Украина.
- 2014 — «Burning News». Hayward Gallery, Лондон, Великобритания.
- 2014 — «Native Foreigners». Garage Museum of Contemporary Art, Москва, Российская Федерация.
- 2014 — «Generation Start». Cadet Corps, Manifesta 10, Санкт-Петербург, Российская Федерация.
- 2014 — «Printed Matter». Museum of Printing, Manifesta 10, Санкт-Петербург, Российская Федерация.
- 2014 — «Discontinuous Values». Alania, National Centre for Contemporary Art, Владикавказ, Российская Федерация.
- 2014 — «Project with Accent». Theatre Open Stage, Москва, Российская Федерация.
- 2013 — 5-я Московская биеннале. Манеж, Москва, Российская Федерация.
- 2013 — «Summer.Kunst.Fresh». Resident's exhibition, Бадгастайн, Австрия.
- 2013 — «Past Imperfect». Festival TodaysArt, Гаага, Нидерланды.
- 2012 — «I am who I am». KIT, Дюссельдорф, Германия.
- 2012 — «Under a Tinsel Sun». III Московская биеннале молодого искусства. ЦДХ, Москва, Российская Федерация.
- 2012 — «Counter Illusions». Gallery 21, Москва, Российская Федерация.
- 2012 — «Stalker: Art in the Factory». VNIIMETMASH, Москва, Российская Федерация.
- 2012 — «It Seems That Something Is Missing Here». Vinzavod Center of Contemporary Art, Москва, Российская Федерация.
- 2012 — «Meeting The Unknown». Central House of Artists, Москва, Российская Федерация.
- 2012 — «Art for Fake». Gallery K35, Москва, Российская Федерация.

## Признание

### Награды
- 2014 — Премия Future Generation Art Prize.

### Рейтинги
- 2019 — Рейтинг Forbes «30 до 30».[9]
- 2016 — 7-е место в «Топ-10 самых заметных молодых [российских] художников», составленном редакцией The Art Newspaper Russia[11].
- 2015 — Работы художника «23 февраля/10 мая» и «Элиминация» попали в неранжированный список «50 важнейших работ 2014 года», составленный редакцией сайта Aroundart[43].
- Российский инвестиционный художественный рейтинг 49ART, «Выдающиеся современные российские художники в возрасте до 50 лет.»[44]

## Работы находятся в собраниях
- Tate Modern, Лондон, Великобритания.
- Stedeljik Museum, Амстердам, Недерланды.
- M HKA Музей Современного Искусства Антверпен, Бельгия.
- Hamburger Kunsthalle, Гамбург, Германия.
- Фонд Луи Виттон, Париж, Франция.
- Фонд Кадист, Сан-Франциско.

## Книги
- Gaisumov, Aslan, Aleida Assmann, Georgi M. Derluguian, Anders Kreuger, and M. V. Tlostanova. Keicheyuhea. Berlin: Sternberg, 2018. Print. — 151 с. — 1500 экз. — ISBN 978-3-95679-421-6.